# 江華ヤオ族自治県
江華ヤオ族自治県（こうか-ヤオぞく-じちけん）は中華人民共和国湖南省永州市に位置する自治県。
県民人口のうちヤオ族の割合が60%を超え、湖南省のヤオ族の46%がこの江華ヤオ族自治県に居住し、それは中国全土のヤオ族人口の12%以上を占める。そのため、比較的早期に成立した民族自治県である。

## 行政区画
- 鎮：沱江鎮、大路鋪鎮、白芒営鎮、濤圩鎮、河路口鎮、大圩鎮、水口鎮、碼市鎮、涔天河鎮
- 郷：界牌郷、橋市郷、大石橋郷、湘江郷、蔚竹口郷、大錫郷
- 民族郷：小圩チワン族郷